# Cemitério dos Professores (Königsberg)
O Cemitério dos Professores (em alemão:  Gelehrtenfriedhof) foi a denominação popular de um cemitério em Königsberg, denominado oficialmente Antigo Cemitério de Neuroßgärter (em alemão:  Alter Neuroßgärter Friedhof).

## História do cemitério
Em 1646 já não havia mais espaço no campo de sepultamento em torno da Antiga Igreja Neuroßgärter (em alemão:  Alte Neuroßgärter Kirche). Assim, foi ampliado para o oeste o "Alter Neuroßgärter Friedhof" próximo à colina onde foi construído o Observatório de Königsberg. Em 1817 esta área também não oferecia mais possibilidade de expansão, e assim a cidade decidiu erigir novos cemitérios na proximidade da Igreja Memorial Rainha Luisa (Luísa de Mecklemburgo-Strelitz), e reservar o "Alter Neuroßgärter Friedhof" para o sepultamento de pessoas proeminentes da política, ciência e arte. Por isto o cemitério passou a ser conhecido como Cemitério de Honra (em alemão:  Ehrendfriedhof), que existiu até 1945. Todo o restante da área tornou-se área verde urbana (em alemão:  Volksgarten). Para evitar confusão com outro Cemitério de Honra, o cemitério passou a ser conhecido com o nome de "Gelehrtenfriedhof". Em 1926 a cidade decidiu manter este "cemitério com o canto dos professores" preferencialmente como área verde urbana.
Além disso, algumas sepulturas de famosos habitantes da cidade, localizadas em outros cemitérios em situação de ruína, foram trasladadas para o "Gelehrtenfriedhof". Dentre estes estão incluídos Theodor Gottlieb von Hippel e Karl Rosenkranz, do "Alter Steindammer Friedhof" em novembro/dezembro de 1926.
O Cemitério dos Professores foi a parte antiga do cemitério da Igreja de Neuroßgärter e ficava a 100 m a noroeste da colina do observatório na área do antigo cinturão de defesa da cidade. A nova área de sepultamento dos professores de Königsberg tornou-se necessária porque o local de sepultamento na Catedral de Königsberg tornou-se muito pequeno.
Em 1927 rebatizado como Ehrenfriedhof, o "Gelehrtenfriedhof" foi destruído no final da Segunda Guerra Mundial. O governo de Kaliningrado planejou em 2014 erigir um memorial em sua antiga localização.

## Sepulturas
- Friedrich Wilhelm Bessel (1784–1846), astrônomo
- Robert Caspary (1818–1887), botânico
- Theodor Gottlieb von Hippel (1741–1796), estadista e crítico social[1]
- Ludwig Kersandt (1821–1892), oficial médico
- Karl Lehrs (1802–1878), helenista
- Franz Ernst Neumann (1798–1895), fundador da física teórica, trasladado[2]
- Karl Rosenkranz (1805–1879), filólogo, aluno de Georg Wilhelm Friedrich Hegel
- Friedrich Julius Richelot (1808–1875), matemático
- Albrecht Wagner (1827–1871), cirurgião, morreu como médico general na Guerra franco-prussiana em Dole vitimado por febre tifoide
- Magnus von Beer (1765–1825), natural da Estônia
- August Ludwig Busch (1804–1855), astrônomo do Observatório de Königsberg, sucessor de Friedrich Wilhelm Bessel
- Gustav Werther (1815–1869), químico

## Galeria

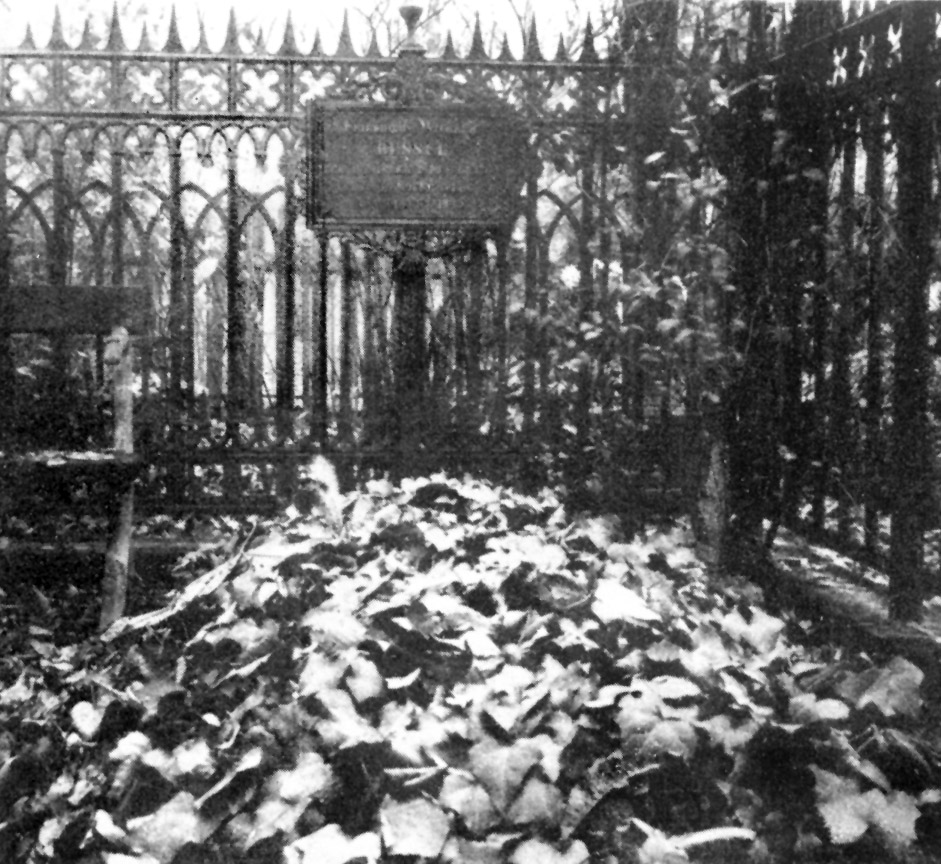
Friedrich Wilhelm Bessel
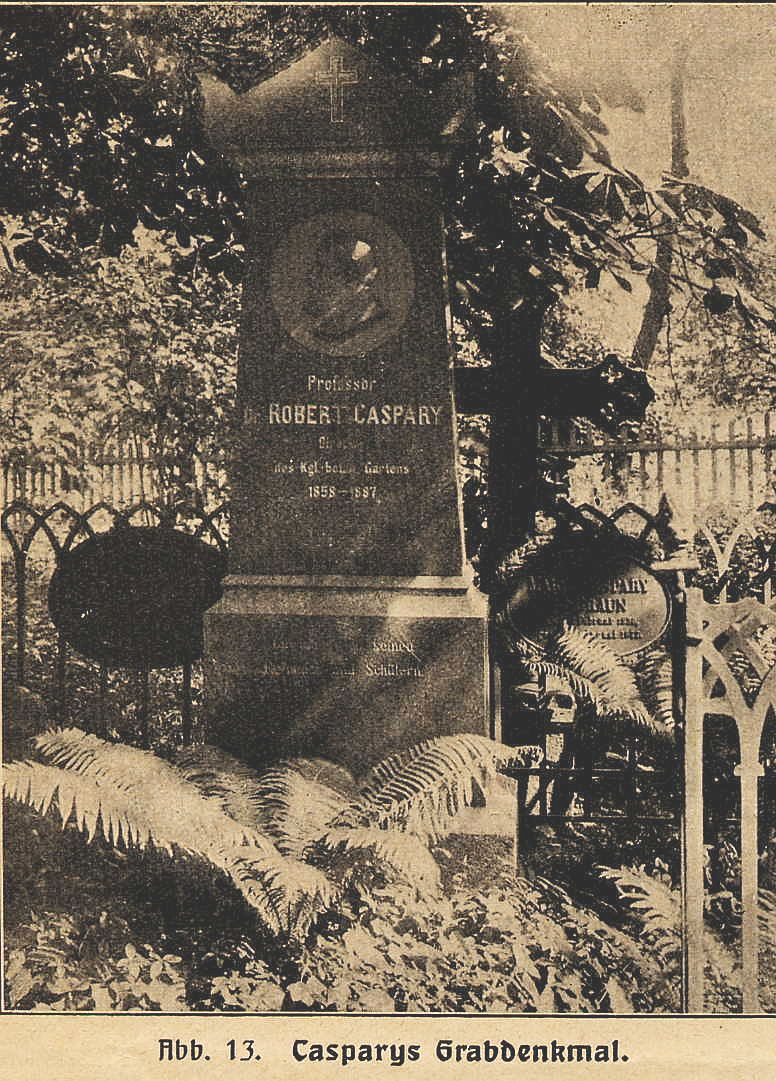
Robert Caspary
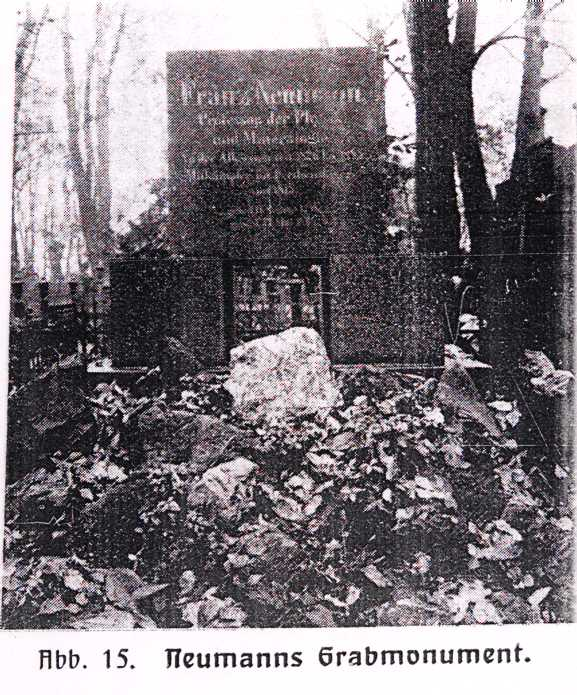
Franz Ernst Neumann
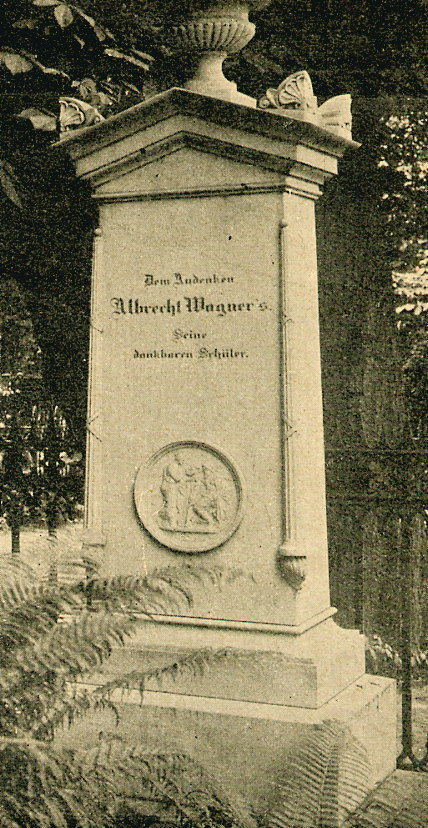
Albrecht Wagner (1827–1871)